# Prem Rog
Prem Rog (Hindi प्रेम रोग, übersetzt: Liebeskrankheit) ist der zweiterfolgreichste Hindi-Film des Jahres 1982, Regie führte Raj Kapoor.

## Handlung
Devdhar ist ein Waisenkind und entstammt einer armen Familie. Um ein Medizinstudium in der Stadt anfangen zu können, wird er finanziell von dem reichen Priester Raja Thakur unterstützt. Auch so hat er ein gutes Verhältnis zu den Thakurs, vor allem mit dessen Nichte Manorama.
Acht Jahre später kommt er zu Besuch ins Dorf. Am Bahnhof erblickt er sofort die nun erwachsene Manorama und verliebt sich in sie, doch getraut sich nie seine Liebe zu gestehen und hofft, dass auch sie sich in ihn verlieben wird.
Seine Träume platzen jedoch als Rama einen Heiratsantrag vom reichen Adligen Narendra Pratap Singh bekommt. Nach hinduistischen Ritualen werden die Horoskope der beiden verglichen. Damit die Sterne nicht schlecht für das Paar stehen, zwingt Ramas Vater, Virendra Singh, den Astrologen Poojari ein neues Horoskop für Manorama zu schreiben.
Es wird eine prunkvolle Hochzeit gefeiert und Manorama zieht in das Haus ihres Ehemanns. Vier Tage nach der Hochzeit verunglückt Narendra in einem Autounfall. Nun muss die junge Rama sich an das strenge Leben einer Witwe halten. Zu ihrem Unglück wird sie auch noch von ihrem Schwager Raja Virendra Pratap Singh vergewaltigt. Sie kehrt wieder in das Elternhaus zurück und erzählt nur ihrer Mutter von dem schrecklichen Vorfall.
Als Devdhar bei seinem nächsten Besuch von Manoramas neuer Lebensform erfährt, versucht er wieder ein Lächeln auf ihr Gesicht zu zaubern. Doch für die Dorfbewohner ist dieses Verhalten für eine Witwe nicht standesgemäß. Devdhar hingegen hält diese strenge und alte Regel als unzeitgemäß. Deshalb macht er Manorama in aller Öffentlichkeit einen Heiratsantrag und dies obwohl er weiß, dass es einer Witwe, im Gegensatz zu einem Witwer, nicht gestattet ist ein zweites Mal zu heiraten.
Dies sorgt für noch mehr Aufruhr gerade bei Manoramas Vater, der Devdhar dafür bestrafen will. Raja Thakur bittet Devdhar mit Manorama zu fliehen, da sein Vorhaben, Rama als Frau zu nehmen, von der Gesellschaft nicht akzeptiert wird. Devdhar fürchtet sich nicht und stellt sich der Herausforderung. Geschickt bringt er das Volk auf seine Seite, die sich gegen Virendra Singhs Männer stellen. Letztendlich erreicht Devdhar sein Ziel und nimmt Rama zu seiner Frau. Damit beseitigt er unzeitgemäße Traditionen, die von reichen Familien gemacht werden, um das einfache Volk unter sich zu halten und unter denen Frauen am meisten leiden.

## Musik
| Songtitel                    | Sänger/in                      |
| ---------------------------- | ------------------------------ |
| Meri Kismat Mein Tu          | Lata Mangeshkar, Suresh Wadkar |
| Tauba Kaise Hain Nadan       | Lata Mangeshkar                |
| Ye Galiyan Ye Chaubare       | Lata Mangeshkar                |
| Pardes Jake Pardesiya        | Lata Mangeshkar                |
| Teri Meri Shaadi Hogi        | Kishore Kumar, Lata Mangeshkar |
| Mohabbat Hai Kya Cheez       | Lata Mangeshkar, Suresh Wadkar |
| Bhanware Ne Khilaya Phool    | Lata Mangeshkar, Suresh Wadkar |
| Mohabbat Ab Tizarat Ban Gayi | Anwar                          |
| Likhne Wale Ne Likh Dale     | Lata Mangeshkar, Suresh Wadkar |
| Main Hoon Prem Rogi          | Suresh Wadkar                  |

## Auszeichnungen
Filmfare Award 1983
- Filmfare Award/Beste Regie an Raj Kapoor
- Filmfare Award/Bester Schnitt an Raj Kapoor
- Filmfare Award/Beste Hauptdarstellerin an Padmini Kolhapure
- Filmfare Award/Bester Liedtext an Santosh Anand für das Lied  Mohabbat Hai Kya Cheez

Nominierungen
- Filmfare Award/Bester Hauptdarsteller an Rishi Kapoor
- Filmfare Award/Bester Film an Raj Kapoor
- Filmfare Award/Beste Nebendarstellerin an Nanda
- Filmfare Award/Beste Story an Kamna Chandra
- Filmfare Award/Beste Musik an Laxmikant-Pyarelal
- Filmfare Award/Bester Liedtext an Amri Qazalbash für das Lied  Meri Kismat Mein Tu
- Filmfare Award/Bester Hauptdarsteller an Suresh Wadkar für das Lied  Meri Kismat Mein Tu
- Filmfare Award/Bester Hauptdarsteller an Suresh Wadkar für das Lied  Main Hoon Prem Rogi